# Liste der Geotope im Landkreis Nürnberger Land
Diese Liste enthält die Geotope des mittelfränkischen Landkreises Nürnberger Land in Bayern.
Die Liste enthält die amtlichen Bezeichnungen für Namen und Nummern des Bayerischen Landesamt für Umwelt (LfU) sowie deren geographische Lage. Diese Liste ist unvollständig. Im Geotopkataster Bayern sind etwa 3.400 Geotope (Stand März 2020) erfasst. Das LfU sieht einige Geotope nicht für die Veröffentlichung im Internet geeignet. Einige Objekte sind zum Beispiel nicht gefahrlos zugänglich oder dürfen aus anderen Gründen nur eingeschränkt betreten werden.
| Name                                                             | Bild           | Geotop ID | Gemeinde/Lage                      | Geologische Raumeinheit    | Beschreibung | Fläche m² Ausdehnung m | Geologie | Aufschlussart                  | Wert               | Schutzstatus                                             | Bemerkung                       |
| ---------------------------------------------------------------- | -------------- | --------- | ---------------------------------- | -------------------------- | --- | ---------------------- | --- | ------------------------------ | ------------------ | -------------------------------------------------------- | ------------------------------- |
| Maximiliansgrotte E von Krottensee (Schauhöhle)                  | weitere Bilder | 371H001   | Neuhaus an der Pegnitz Position    | Nördliche Frankenalb       | Im Frankendolomit ist ein weitläufig verzweigtes Etagensystem von Gängen, Kammern und Hallen ausgebildet. Es sind verschiedene Sinterbildungen vorhanden. Für die Öffentlichkeit finden hier seit 1852 Führungen statt. | 10400 130 × 80         | Typ: Karst-Schacht-&Horizontalhöhle Art: Dolomitstein                                                                         | Höhle                          | bedeutend          | Naturdenkmal, FFH-Gebiet, Naturpark                      |                                 |
| Straßeneinschnitt unterhalb des Rathauses in Burgthann           | weitere Bilder | 574A002   | Burgthann Position                 | Südwestliche Albrandregion | Aufgeschlossen sind Sandsteine mit einer Mächtigkeit von 4 m. Die untere Hälfte wird den Rhätolias-Übergangsschichten zugeordnet, das Hangende besteht aus Arietensandstein (Lias alpha 3). | 375 75 × 5             | Typ: Schichtfolge Art: Sandstein                                                                                              | Böschung                       | bedeutend          | kein Schutzgebiet                                        |                                 |
| Ehemalige Tongrube E von Reichenschwand                          | weitere Bilder | 574A003   | Reichenschwand Position            | Nördliche Albrandregion    | Die Tongrube erschließt 8 m Amaltheenton. Besonders reichlich finden sich Toneisensteinknollen bis zu einer Größe von einigen Dezimetern. | 14400 120 × 120        | Typ: Gesteinsart, Tierische Fossilien Art: Tonstein                                                                           | Lehmgrube/Tongrube/Mergelgrube | wertvoll           | Naturpark                                                |                                 |
| Ehemaliger Steinbruch N von Vorra                                |                | 574A006   | Vorra Position                     | Nördliche Frankenalb       | In dem alten Steinbruch erkennt man den Übergang von Werkkalken zu Schwammstotzen sowie lehmgefüllte Karstspalten. | 30000 250 × 120        | Typ: Gesteinsart, Karstschlot, Karstspalte Art: Kalkstein                                                                     | Steinbruch                     | bedeutend          | Landschaftsschutzgebiet, Naturpark                       |                                 |
| Ehemaliger Steinbruch NE von Schupf                              |                | 574A007   | Happurg Position                   | Mittlere Frankenalb        | Es handelt sich um den einzigen Steinbruch im Landkreis, in dem die fossilienreiche Malm Gamma Schichtfazies zugänglich ist. Der Bruch wird von Sportschützen als Schießstand genutzt. | 7000 100 × 70          | Typ: Gesteinsart, Tierische Fossilien Art: Kalkstein                                                                          | Steinbruch                     | bedeutend          | Landschaftsschutzgebiet, FFH-Gebiet                      |                                 |
| Steinbruch NE von Happurg                                        | weitere Bilder | 574A009   | Happurg Position                   | Mittlere Frankenalb        | In diesem Steinbruch ist nur noch die kurze Ost- und die Nordwand zugänglich, da der übrige Teil durch einen Schützenverein genutzt wird. | 4000 100 × 40          | Typ: Gesteinsart Art: Kalkstein                                                                                               | Steinbruch                     | geringwertig       | Landschaftsschutzgebiet, FFH-Gebiet                      |                                 |
| Ehemaliger Steinbruch NW von Hartmannshof                        | weitere Bilder | 574A010   | Pommelsbrunn Position              | Nördliche Frankenalb       | Im stillgelegten westlichen Teil des riesigen Steinbruchs Hartmannshof liegt ein Malm-Standardprofil vor. Im östlichen Teil des Bruches ist die Wiederaufnahme des Abbaus geplant. | 22500 300 × 75         | Typ: Standard-/Referenzprofil Art: Kalkstein                                                                                  | Steinbruch                     | besonders wertvoll | Naturpark                                                |                                 |
| Ehemaliger Steinbruch NNW von Oberndorf                          |                | 574A011   | Simmelsdorf Position               | Nördliche Frankenalb       | Der Steinbruch ist durch ungenehmigte Verfüllungen gefährdet. | 15000 300 × 50         | Typ: Gesteinsart Art: Kalkstein                                                                                               | Steinbruch                     | bedeutend          | Landschaftsschutzgebiet, Naturpark                       |                                 |
| Böschung am Ludwig-Donau-Main-Kanal E von Dörlbach               | weitere Bilder | 574A012   | Burgthann Position                 | Südwestliche Albrandregion | Die Kanalböschungen, insbesondere bei der Kanalbrücke, geben einen Einblick in die Schichtfolge des Unteren (Lias) bis Mittleren Jura (Dogger) von der Amaltheenton-Formation bis zur Opalinuston-Formation. Zur Zeit des Kanalbaus (1840–1841) war dies der erste Großaufschluss in diesen Gesteinen in Franken. Er bildet seither ein klassisches Referenzprofil. Hier wurden viele Fossilfunde gemacht, z. B. der bereits beim Kanalbau gefundene 1,6 m lange Schädel des Fischsauriers Temnodontosaurus. Nach Rutschungen 2005 und 2008 wurde die Böschung 2010–2012 aufwändig saniert. Die frischen Aufschlüsse gaben Anlass zu einer neuen wissenschaftlichen Untersuchung. Die Böschung liegt am Radwanderweg Nürnberg - Kelheim, der hier am Kanal entlang führt. | 15000 500 × 30         | Typ: Standard-/Referenzprofil, Tierische Fossilien, Schichtfolge, Sedimentstrukturen Art: Tonmergelstein                      | Böschung                       | besonders wertvoll | Landschaftsschutzgebiet                                  |                                 |
| Ehemaliger Steinbruch SW von Regelsmühle                         |                | 574A013   | Alfeld Position                    | Mittlere Frankenalb        | In dem aufgelassenen Steinbruch sind 2 Riffstotzen in den Schichtkalken des Unteren Malm aufgeschlossen. Der Bruch wurde bereits teilweise verfüllt. | 12500 250 × 50         | Typ: Sedimentstrukturen, Gesteinsart Art: Kalkstein                                                                           | Steinbruch                     | wertvoll           | Landschaftsschutzgebiet                                  |                                 |
| Ehemaliger Steinbruch SW von Oberrieden                          | weitere Bilder | 574A014   | Altdorf bei Nürnberg Position      | Mittlere Frankenalb        | Die Bruchwände sind hier teilweise verstürzt, was den Zugang zu den Aufschlüssen wesentlich erleichtert. | 1500 50 × 30           | Typ: Gesteinsart Art: Kalkstein                                                                                               | Steinbruch                     | geringwertig       | Landschaftsschutzgebiet                                  |                                 |
| Sandgruben und Dünen SW von Weißenbrunn                          | weitere Bilder | 574A016   | Winkelhaid Position                | Südwestliche Albrandregion | Das Gebiet westlich von Weißenbrunn ist durch großflächige Vorkommen von quartären Flugsanden gekennzeichnet, die teilweise von Terrassensanden unterlagert werden. Die Sande bilden langgestreckte, überwiegend Nord-Süd verlaufende Dünenzüge. Die Landschaft weist die für Flugsandgebiete typische Vegetation mit lichten Kiefernwäldern und Blaubeeren- bzw. Heidegebüsch auf. Früher wurden die Sande in vielen Gruben abgebaut, heute ist das Gebiet als Naturschutz- und teilweise als Wasserschutzgebiet ausgewiesen. Im Norden und Süden liegen zwei aufgelassene, sehr große Sandgruben. Diese bis 40 Meter tiefen Gruben weisen noch einige freie Sandflächen auf, die internen Sedimentstrukturen der Dünen und die Unterlagerung der Flugsande durch Terrassensande (mit Kleingeröllen) sind allerdings nicht mehr erkennbar. Das landschaftlich eindrucksvolle Gebiet ist durch einige Wege erschlossen. Im Westen führt ein ausgeschilderter Radweg vorbei (mit Einblick in die südliche Sandgrube), im Süden und Osten führt der Fränkische Dünenweg hindurch. | 1200000 1500 × 800     | Typ: Gesteinsart, Düne Art: Sand                                                                                              | Kiesgrube/Sandgrube            | wertvoll           | Naturschutzgebiet, Vogelschutzgebiet, Wasserschutzgebiet |                                 |
| Aufschluss im Steingraben W von Engelthal                        | weitere Bilder | 574A017   | Engelthal Position                 | Südwestliche Albrandregion | Aufgeschlossen sind über dem Amaltheenton die Kalkbänke des Lias Epsilon. | 1 2 × 0                | Typ: Bach-/Flusslauf, Schichtfolge Art: Kalkstein                                                                             | Prallhang/Flussbett/Bachprofil | wertvoll           | Landschaftsschutzgebiet                                  |                                 |
| Ehem. Steinbruch ESE von Weißenbrunn                             | weitere Bilder | 574A018   | Leinburg Position                  | Mittlere Frankenalb        | Im aufgelassenen Steinbruch in der Flur Kesselgrub besteht einer der wenigen noch allgemein zugänglichen Aufschlüsse von Schwammkalken der Oxford-Schichten im südlichen Teil des Landkreises. Durch Verfall, Bewuchs und Teilverfüllung ist nur noch ein etwa sieben mal drei Meter großer Teil der Aufschlusswand einer oberen Abbaustrosse erhalten. Im Bereich des Top ist verwitterungsbedingte Scherbenbildung zu erkennen. Der Aufschluss liegt an einem überregionalen Wanderweg (Frankenweg). | 2500 50 × 50           | Typ: Gesteinsart Art: Kalkstein                                                                                               | Steinbruch                     | bedeutend          | Landschaftsschutzgebiet                                  |                                 |
| Felsenkeller S von Altdorf (Löwengrube bei Prackenfels)          | weitere Bilder | 574G001   | Altdorf bei Nürnberg Position      | Südwestliche Albrandregion | Ursprünglich ein verwachsener Steinbruch, aus dem im 16. Jahrhundert der Sandstein für die Universitätsgebäude von Altdorf gebrochen wurde, wurde der Ort 100 Jahre später von Studenten wiederentdeckt und für fröhliche Festlichkeiten hergerichtet. Anfang des 19. Jahrhunderts schloss die Universität Altdorf und Altdorfer Bürger legten einen Bierkeller und eine Kegelbahn als Galerie an. Der große Felsenkeller bietet gute Aufschlüsse im Rhätolias-Sandstein, insbesondere mit inkohlten Hölzern. | 400 20 × 20            | Typ: Felsenkeller, Gesteinsart, Pflanzliche Fossilien Art: Sandstein                                                          | Felsenkeller                   | wertvoll           | Landschaftsschutzgebiet                                  |                                 |
| Rhätschlucht Teufelskirche SE von Weinhof                        | weitere Bilder | 574G002   | Altdorf bei Nürnberg Position      | Südwestliche Albrandregion | Die Teufelskirche ist eine Rhätsandsteinschlucht mit einem Wasserfall am Anfang der Schlucht. Der Fall entstand am Kontakt der grobkörnigen, verwitterungsresistenten Arietensandsteinen mit den weicheren Rhätolias-Sandsteinen und Tonhorizonten. Schon in den Jahren 1525, 1600 und 1720 wurde ein Bergbau auf Kohle und Silber (in Schwefelkies) versucht. Urlichs (1966) berichtet von 6 m langen inkohlten Baumstämmen. | 35000 350 × 100        | Typ: Stollen, Pflanzliche Fossilien, Schichtfolge, Schlucht, Mineralien Art: Sandstein, Braunkohle                            | Tunnel/Stollen/Schacht         | besonders wertvoll | Naturdenkmal, Landschaftsschutzgebiet, FFH-Gebiet        |                                 |
| Ehem. Silbersandabbau Heidenloch N von Weißenbrunn               | weitere Bilder | 574G003   | Leinburg Position                  | Südwestliche Albrandregion | In früheren Jahrhunderten war der sogenannte Silbersand (helle Partien im Doggersandstein) zum Scheuern von Holzböden und Tischen begehrt. Das Heidenloch ist der größte bekannte Abbauort dieses Materials. Der Zugang zu den unterirdischen Gängen ist nach einem Deckenabbruch (Abb. 4) durch ein Gitter versperrt. Das Heidenloch ist Fledermaus-Winterquartier. | 450 30 × 15            | Typ: Stollen Art: Sandstein                                                                                                   | Tunnel/Stollen/Schacht         | wertvoll           | Landschaftsschutzgebiet                                  |                                 |
| Schürfgrubenfeld am Moritzberg ENE von Diepersdorf               | weitere Bilder | 574G004   | Röthenbach an der Pegnitz Position | Südwestliche Albrandregion | Der Moritzberg ist ein von der Alb abgetrennter Zeugenberg. Von seiner Basis bis zum Gipfel ist die Schichtfolge vom oberen Keuper bis in den unteren Malm aufgeschlossen. Den Gipfel bildet ein Rest der Hochfläche der Frankenalb, der durch Steinbrüche (Schotter, Scheuerkalk) und Schürfgruben (vermutlich Bohnerze) stark durchwühlt ist. | 20000 200 × 100        | Typ: Pinge/nfeld, Inselberg/Zeugenberg, Schichtfolge Art: Kalkstein                                                           | Pinge                          | wertvoll           | Landschaftsschutzgebiet                                  |                                 |
| Felswohnung in Thalheim (E 80)                                   |                | 574G005   | Happurg Position                   | Mittlere Frankenalb        | Etwa vier Meter oberhalb der Staatsstraße befindet sich zwischen zwei Wohngebäuden ein in den Doggerstein gehauener, nicht mehr genutzter Felsenkeller. Das Objekt steht als Baudenkmal unter Schutz (Denkmal-Nr. D-5-74-128-60). | 10 5 × 2               | Typ: Felsenkeller Art: Sandstein                                                                                              | Felsenkeller                   | bedeutend          | Denkmalschutz                                            |                                 |
| Teufelshöhle SW von Altdorf                                      | weitere Bilder | 574H001   | Altdorf bei Nürnberg Position      | Südwestliche Albrandregion | Die Höhle (bestehend aus einem einzigen großen Raum) wurde durch den Abbau von Stubensand und einem geringmächtigen Kohleflöz künstlich erweitert. Die Einregelung von fossilen Hölzern an der Höhlendecke wurde von Ulrichs (1966) untersucht. | 750 25 × 30            | Typ: Ausbruchs/Auswitterungshöhle, Pflanzliche Fossilien, Sedimentstrukturen, Stollen, Gesteinsart Art: Sandstein, Braunkohle | Höhle                          | wertvoll           | Landschaftsschutzgebiet                                  |                                 |
| Distlergrotte ENE von Finstermühle                               | weitere Bilder | 574H003   | Neuhaus an der Pegnitz Position    | Nördliche Frankenalb       | Von der Eingangshalle führen zwei insgesamt 90 m lange Gangsysteme abwärts. Ein Gang erreicht einen Grundwassersee, ein anderer endet an einer Sandsteinfüllung. In den Wintermonaten ist der Eingang aus Gründen des Fledermausschutzes verschlossen. | 450 90 × 5             | Typ: Karst-Horizontalhöhle, Felswand/-hang Art: Dolomitstein                                                                  | Höhle                          | bedeutend          | Naturdenkmal, Landschaftsschutzgebiet, Naturpark         |                                 |
| Höhlensystem Das Windloch SSW von Kauerheim                      | weitere Bilder | 574H005   | Alfeld Position                    | Mittlere Frankenalb        | Die Länge der Höhle beträgt ca. 2000 m, die Tiefe ca. 52 m. Im Windloch befindet sich ein Steingebilde, das man als den Tisch bezeichnet. An einer Dokumentation über diese Höhle wird zurzeit gearbeitet. | 40000 1000 × 40        | Typ: Karst-Schacht-&Horizontalhöhle Art: Kalkstein, Mergelstein                                                               | Höhle                          | wertvoll           | Naturdenkmal, Landschaftsschutzgebiet, FFH-Gebiet        |                                 |
| Geißloch E von Krottensee                                        | weitere Bilder | 574H010   | Neuhaus an der Pegnitz Position    | Nördliche Frankenalb       | Die Schachthöhle besitzt eine Gesamtlänge von 25 m und eine größte Tiefe von 7 m. | 125 25 × 5             | Typ: Karst-Schacht-&Horizontalhöhle Art: Dolomitstein                                                                         | Höhle                          | bedeutend          | Landschaftsschutzgebiet, Naturpark                       |                                 |
| Geißlochhöhle NNE von Münzinghof                                 | weitere Bilder | 574H011   | Velden Position                    | Nördliche Frankenalb       | Die Schachthöhle besitzt eine Gesamtlänge von 25 m und eine größte Tiefe von 7 m. | 725 145 × 5            | Typ: Karst-Horizontalhöhle Art: Dolomitstein                                                                                  | Höhle                          | bedeutend          | Bodendenkmal, Landschaftsschutzgebiet, FFH-Gebiet        |                                 |
| Andreaskirche N von Rupprechtstegen                              | weitere Bilder | 574H012   | Velden Position                    | Nördliche Frankenalb       | Die geräumige Felsenhalle besitzt drei Eingänge. | 220 11 × 20            | Typ: Karst-Horizontalhöhle Art: Dolomitstein                                                                                  | Höhle                          | bedeutend          | Naturdenkmal, Landschaftsschutzgebiet, Naturpark         |                                 |
| Großes Rohenloch (D18) NE von Viehhofen                          | weitere Bilder | 574H013   | Velden Position                    | Nördliche Frankenalb       | In der Höhle sind Decken- und Wandkolke, Druckleitungs- und Laugungsformen zu sehen. Eine pleistozäne Fauna und prähistorisches Fundmaterial wurden ergraben. | 335 67 × 5             | Typ: Karst-Horizontalhöhle Art: Dolomitstein                                                                                  | Höhle                          | bedeutend          | Bodendenkmal, Landschaftsschutzgebiet, Naturpark         |                                 |
| Windloch (A5) SSE von Großmeinfeld                               | weitere Bilder | 574H015   | Hartenstein Position               | Nördliche Frankenalb       | Unter der 8 m tiefen Einsturzdoline schließt sich ein Schacht von 28 m Tiefe und einem Durchmesser von 10–12 m an. Dieser wird von Höhlentouristen häufig besucht. | 150 15 × 10            | Typ: Karst-Schachthöhle, Doline Art: Dolomitstein                                                                             | Höhle                          | wertvoll           | Landschaftsschutzgebiet, FFH-Gebiet, Naturpark           |                                 |
| Appenloch (Michelhöhle, Friedrichshöhle) D150 SSW von Münzinghof | weitere Bilder | 574H016   | Velden Position                    | Nördliche Frankenalb       | Die kurze Horizontalhöhle in gefalteten Kalken und Dolomiten des mittleren Malm besticht durch ihre imposante (15 m breite, 3 m hohe ) Eingangshalle. Dort wurden auch Funde von pleistozäner Großfauna gemacht. | 300 20 × 15            | Typ: Karst-Horizontalhöhle Art: Dolomitstein, Kalkstein                                                                       | Hanganriss/Felswand            | bedeutend          | Bodendenkmal, Landschaftsschutzgebiet, Naturpark         |                                 |
| Kühloch (A67) NW von Hartenstein                                 |                | 574H017   | Hartenstein Position               | Nördliche Frankenalb       | 25 m lange Durchgangshöhle mit Funden von Pleistozänfauna sowie prähistorischen Funden des Neolithikums und der La-Tène-Zeit. | 38 25 × 2              | Typ: Karst-Horizontalhöhle Art: Dolomitstein                                                                                  | Hanganriss/Felswand            | bedeutend          | Bodendenkmal, Landschaftsschutzgebiet, FFH-Gebiet        |                                 |
| Sophienquelle S von Grünsberg                                    | weitere Bilder | 574Q001   | Altdorf bei Nürnberg Position      | Südwestliche Albrandregion | Die Treppenanlage um die Sophienquelle wurde 1720 errichtet. Die Sophienquelle ist ein typisches Beispiel für eine Schichtquelle. Sie entspringt an der Grenze zwischen Feuerletten-Rhätolias, ihre Schüttung beträgt ca. 4 l/s. | 100 10 × 10            | Typ: Schichtquelle Art: Sandstein, Tonstein                                                                                   | Hanganriss/Felswand            | wertvoll           | Landschaftsschutzgebiet, FFH-Gebiet                      |                                 |
| Sprosselbrunnen SW von Schönberg                                 | weitere Bilder | 574Q002   | Lauf an der Pegnitz Position       | Südwestliche Albrandregion | Der Sprosselbrunnen (oder Spratzelbrunnen) ist eine bis zu mehrere Liter pro Sekunde schüttende Quelle, die knapp unterhalb der Schichtstufe des Rhätolias aus anstehendem Sandstein entspringt. Im grobkörnigen Sandstein sind auf einer Fläche von etwa 2 × 2 m zahlreiche rundliche röhrenförmige Löcher von 5 – 30 cm Durchmesser herausgewittert, aus denen teilweise Wasser strömt. | 5 5 × 1                | Typ: Schichtquelle, Schichtstufe, Gesteinsart Art: Sandstein, Tonstein                                                        | Hanganriss/Felswand            | wertvoll           | Landschaftsschutzgebiet                                  |                                 |
| Siebenquellental SW von Thalheim                                 |                | 574Q003   | Happurg Position                   | Mittlere Frankenalb        | Im Siebenquellental südwestlich von Thalheim befinden sich zahlreiche Quellen an der Schichtgrenze vom Malm zum unterlagernden, tonigen Dogger. Die Quellaustritte sind naturbelassen und landschaftlich reizvoll. Es sind sogar kleine natürliche Aufschlüsse von Mergelkalken des Malm Alpha vorhanden. | 50 10 × 5              | Typ: Schichtquelle Art: Tonstein, Kalkmergelstein                                                                             | sonstiger Aufschluss           | wertvoll           | Landschaftsschutzgebiet                                  |                                 |
| Schwarzachschlucht SW von Schwarzenbruck                         | weitere Bilder | 574R001   | Schwarzenbruck Position            | Sandsteinkeuperregion      | Die Schwarzachschlucht bietet dem Wanderer typische Aufschlüsse des Mittleren Burgsandsteins. Augenfällig sind Auskolkungen, Erosionshöhlen, Felshänge und wabenartige Verwitterungsformen. Am nördlichen Schluchtufer führt ein Wanderweg von Gsteinach über die Gustav-Adolfs-Höhle und Karlshöhle nach Westen. | 400000 2000 × 200      | Typ: Tafoni/Wabenverwitterung, Gesteinsart, Ufer-/Brandungshöhle Art: Sandstein                                               | Prallhang/Flussbett/Bachprofil | besonders wertvoll | Naturschutzgebiet, FFH-Gebiet, Vogelschutzgebiet         | Bayerns schönste Geotope Nr. 22 |
| Röthenbachklamm NW von Röthenbach                                | weitere Bilder | 574R002   | Winkelhaid Position                | Südwestliche Albrandregion | Die Röthenbachklamm (im Volksmund auch Rumpelbachschlucht genannt) ist eine Rhätsandsteinschlucht, die durch Wanderwege und Rastplätze für Erholungssuchende erschlossen ist. Am Eingang zu der als ND ausgewiesenen Klamm steht eine alte, halbzerfallene Eiche mit einem Stammumfang von 6,30 m. | 30000 300 × 100        | Typ: Schlucht Art: Sandstein                                                                                                  | Prallhang/Flussbett/Bachprofil | bedeutend          | Naturdenkmal, Vogelschutzgebiet                          |                                 |
| Schlucht NNE von Sendelbach                                      |                | 574R003   | Ottensoos Position                 | Südwestliche Albrandregion | Die Rhätschlucht bietet Aufschlüsse in den Rhät-Lias-Übergangsschichten, die aber teilweise von Bauschutteinlagerungen überdeckt werden. | 23000 460 × 50         | Typ: Schlucht Art: Sandstein                                                                                                  | Prallhang/Flussbett/Bachprofil | bedeutend          | Landschaftsschutzgebiet                                  |                                 |
| Wolfsschlucht NE von Wallersberg                                 | weitere Bilder | 574R004   | Schwarzenbruck Position            | Südwestliche Albrandregion | Den besten Abschluss in der tief eingeschnittenen kleinen Rhätsandsteinschlucht bildet im Westen ein Wasserfall. | 12500 250 × 50         | Typ: Schlucht Art: Sandstein                                                                                                  | Prallhang/Flussbett/Bachprofil | bedeutend          | Naturdenkmal, Landschaftsschutzgebiet, FFH-Gebiet        |                                 |
| Schüsselstein N von Fischbach                                    | weitere Bilder | 574R005   | Laufamholzer Forst Position        | Sandsteinkeuperregion      | Die auffällig herausgewitterte Felskuppe aus Mittlerem Burgsandstein ist vergleichbar mit wollsackartig verwitterten Granitkuppen. Bei den Kelten hatten diese Felsen kultische Bedeutung. | 100 10 × 10            | Typ: Felskuppe Art: Sandstein                                                                                                 | Hanganriss/Felswand            | bedeutend          | Bodendenkmal, Vogelschutzgebiet                          |                                 |
| Burgsandsteinfelsen in Rummelsberg                               | weitere Bilder | 574R006   | Schwarzenbruck Position            | Südwestliche Albrandregion | Die Felskuppe gibt einen Einblick in die Zusammensetzung und den Aufbau des Oberen Burgsandsteins. | 100 10 × 10            | Typ: Felskuppe Art: Sandstein                                                                                                 | Felshang/Felskuppe             | bedeutend          | kein Schutzgebiet                                        |                                 |
| Hohler Fels SE von Happurg                                       | weitere Bilder | 574R007   | Happurg Position                   | Mittlere Frankenalb        | Am Hohlen Fels wurden steinzeitliche Höhlenfunde gemacht. An den Felshängen sind über dem Malm Gamma dickbankige Kalke des Malm Delta (mit Mergelplatte) aufgeschlossen. Oberhalb der Höhle liegt dickbankiger Dolomit mit Hornsteinen. | 14000 200 × 70         | Typ: Felswand/-hang, Karst-Horizontalhöhle Art: Dolomitstein, Kalkstein                                                       | Hanganriss/Felswand            | wertvoll           | Bodendenkmal, Landschaftsschutzgebiet, FFH-Gebiet        |                                 |
| Riffelfelsen E von Alfalter                                      |                | 574R008   | Vorra Position                     | Nördliche Frankenalb       | Der durch mehrere vertikale Klüfte gegliederte Riffelfelsen wird häufig von Kletterern besucht. | 2500 50 × 50           | Typ: Felsturm/-nadel Art: Kalkstein                                                                                           | Hanganriss/Felswand            | bedeutend          | Naturdenkmal, Landschaftsschutzgebiet, FFH-Gebiet        |                                 |
| Gottesfinger am Langenstein NW von Vorra                         | weitere Bilder | 574R009   | Vorra Position                     | Nördliche Frankenalb       | Der schroffe, im oberen Teil gespaltene Felsturm liegt schwer auffindbar auf einer bewaldeten Kuppe. Er besteht aus sehr porösem Dolomit. | 25 5 × 5               | Typ: Felsturm/-nadel Art: Dolomitstein                                                                                        | Hanganriss/Felswand            | bedeutend          | Naturdenkmal, Landschaftsschutzgebiet, Naturpark         |                                 |
| Klingender Wasserfall NNE von Haimendorf                         | weitere Bilder | 574R011   | Röthenbach an der Pegnitz Position | Südwestliche Albrandregion | Am Klingenden Wasserfall sind die Rhätolias-Übergangsschichten hervorragend aufgeschlossen. Die harten Sandsteine bilden eine Schichtstufe, an deren Rand der Wasserfall liegt. | 75 15 × 5              | Typ: Wasserfall, Schichtfolge, Schichtstufe Art: Sandstein, Tonstein                                                          | Prallhang/Flussbett/Bachprofil | wertvoll           | kein Schutzgebiet                                        |                                 |
| Bastei am Zankelstein E von Pommelsbrunn                         | weitere Bilder | 574R012   | Pommelsbrunn Position              | Nördliche Frankenalb       | An der Süd- und Südostseite des Zankelstein ragen drei Felstürme aus dem Wald heraus, die als beliebte Aussichtsfelsen dienen. | 400 20 × 20            | Typ: Felsgruppe Art: Dolomitstein                                                                                             | Hanganriss/Felswand            | bedeutend          | Naturdenkmal, Landschaftsschutzgebiet, FFH-Gebiet        |                                 |
| Felsgruppe Spurzelgrub NW von Hofstetten                         | weitere Bilder | 574R013   | Pommelsbrunn Position              | Mittlere Frankenalb        | Felsgruppe im massigen Frankendolomit mit geräumiger Halbhöhle. Der teils massige, teils dickbankige Dolomit zeichnet eine Riffkuppel nach. | 70 7 × 10              | Typ: Felsgruppe, Karst-Horizontalhöhle Art: Dolomitstein                                                                      | Hanganriss/Felswand            | bedeutend          | Naturdenkmal, Bodendenkmal, Landschaftsschutzgebiet      |                                 |
| Düsselbacher Wand SE von Düsselbach                              | weitere Bilder | 574R014   | Vorra Position                     | Nördliche Frankenalb       | Die Felswand liegt am linken Talhang der Pegnitz. | 1500 50 × 30           | Typ: Felswand/-hang Art: Kalkstein                                                                                            | Hanganriss/Felswand            | bedeutend          | Naturdenkmal, Bodendenkmal, Landschaftsschutzgebiet      |                                 |
| Enzendorfer Felsen E von Enzendorf                               |                | 574R018   | Hartenstein Position               | Nördliche Frankenalb       | Zwei hohe Felsen ragen aus dem Gehölzbestand hervor. Die Felswände werden gerne von Kletterern besucht. | 400 20 × 20            | Typ: Felswand/-hang Art: Kalkstein                                                                                            | Hanganriss/Felswand            | bedeutend          | Naturdenkmal, Landschaftsschutzgebiet, FFH-Gebiet        |                                 |
| Sprungstein (Sohlenstein) NE von Fischbrunn                      |                | 574R020   | Pommelsbrunn Position              | Nördliche Frankenalb       | Am Jurahang ragt der Riffdolomit heraus. | 100 10 × 10            | Typ: Felsturm/-nadel Art: Kalkstein, Dolomitstein                                                                             | Hanganriss/Felswand            | bedeutend          | Naturdenkmal, Landschaftsschutzgebiet, Naturpark         |                                 |
| Huberfelsen bei Alfeld                                           | weitere Bilder | 574R021   | Alfeld Position                    | Mittlere Frankenalb        | Die Gruppe von drei Felsen steht landschaftsprägend über der Ortschaft Alfeld. | 1800 60 × 30           | Typ: Felsburg Art: Dolomitstein                                                                                               | Hanganriss/Felswand            | bedeutend          | Naturdenkmal                                             |                                 |
| Ponor Bachloch in Großengsee                                     |                | 574R022   | Simmelsdorf Position               | Nördliche Frankenalb       | Der Ponor wurde zur Dorfentwässerung benutzt. An den drei m tiefen Ponorschacht schließt sich ein nach WNW abwärts führender Gang an. | 4 2 × 2                | Typ: Ponor, Karst-Horizontalhöhle Art: Dolomitstein                                                                           | Höhle                          | bedeutend          | Naturpark                                                |                                 |
| Felsburg Teufelskanzel WSW von Mittelburg                        | weitere Bilder | 574R023   | Happurg Position                   | Mittlere Frankenalb        | Die klobige Felskuppe besitzt die Form einer Kanzel. | 150 15 × 10            | Typ: Felsburg Art: Dolomitstein                                                                                               | Hanganriss/Felswand            | bedeutend          | Naturdenkmal, Landschaftsschutzgebiet, FFH-Gebiet        |                                 |
| Bachlauf mit Kalktuffterrasse W von Kainsbach                    | weitere Bilder | 574R024   | Happurg Position                   | Mittlere Frankenalb        | Kleiner, mit Kalktuff ausgekleideter Bachlauf, der an einer Gefällestufe bemooste Sinterterrassen gebildet hat. | 16 4 × 4               | Typ: Sinterterrassen, Bach-/Flusslauf Art: Kalkstein, Kalktuff                                                                | kein Aufschluss                | wertvoll           | Landschaftsschutzgebiet                                  |                                 |
| Steinerne Rinne W von Schrotsdorf                                | weitere Bilder | 574R026   | Offenhausen Position               | Südwestliche Albrandregion | Am Nordosthang des Buchenberges hat sich unterhalb einer Quelle unmittelbar an einem überregionalen Wanderweg (Frankenweg) eine kleine Steinerne Rinne gebildet. Ihre Entstehung beruht auf abiogener (Druckentlastung, Temperaturerhöhung, Kohlendioxid-Abgabe an die Umgebungsluft) und biogener (Algen und Moose beziehen ihren Kohlendioxidbedarf aus dem Wasser, nicht aus der Atmosphäre) Ausfällung von Kalktuff. Die speisende Quelle entspringt im Grenzbereich von Dogger und Malm. Durch Vandalismus wurde die Rinne mehrfach beschädigt. Zu ihrem Schutz wurde ein Holzsteg mit Geländer gefertigt, eine Infotafel erläutert den Entstehungsmechanismus. Neben der durch die Beschädigungen trocken gefallenen ursprünglichen Steinernen Rinne entsteht bereits wieder eine neue. | 30 30 × 1              | Typ: Steinerne Rinne Art: Kalktuff                                                                                            | sonstiger Aufschluss           | bedeutend          | Landschaftsschutzgebiet                                  |                                 |
| Steinerne Rinne SW von Raschbach                                 | weitere Bilder | 574R027   | Altdorf bei Nürnberg Position      | Mittlere Frankenalb        | Ca. 500 m sw von Raschbach hat sich an einer der zahlreichen Quellen des gleichnamigen Baches eine der sehr seltenen Steinernen Rinnen gebildet. Der Ornatenton trennt die Grundwasserkörper von Dogger und Malm und stellt einen wichtigen Quellhorizont dar. Die Quelle wird im Volksmund auch als Aster- oder Osterbrunnen bezeichnet. Die Entstehung der Steinernen Rinne beruht auf zwei Faktoren. Abiogene Ursachen der Ausfällung von Kalktuff sind Druckentlastung, Temperaturerhöhung und Freisetzung von Kohlendioxid im quellnahen Bereich. Algen und Moose decken ihren Kohlendioxidbedarf nicht aus der Umgebungsluft, sondern aus dem kalkhaltigen Wasser (biogene Faktoren). Nach wenigen Zehnermetern hat sich der Kalkgehalt des Wassers so weit verringert, dass das Abscheiden von Kalktuff zum Stillstand kommt. Offensichtlich war die Wasserführung zumindest zeitweise unterbrochen, so dass nur noch ein geringer Teil des Wassers über die Steinerne Rinne fließt, während sich links von ihr ein neuer Wasserlauf gebildet hat, in dem bereits die Ausfällung von Kalktuff einsetzt. Die Steinerne Rinne steht als geschützter Landschaftsbestandteil unter besonderem Schutz. | 20 20 x 1              | Typ: Steinerne Rinne Art: Kalktuff                                                                                            | kein Aufschluss                | bedeutend          | Landschaftsbestandteil, Landschaftsschutzgebiet          |                                 |